# Polypogon parvulus
Polypogon parvulus är en gräsart som beskrevs av Roseng., B.R.Arrill. och Primavera Izaguirre de Artucio. Polypogon parvulus ingår i släktet skäggrässläktet, och familjen gräs. Inga underarter finns listade i Catalogue of Life.